# Неми
 Тази статия е за град Неми.  За езерото вижте Лаго ди Неми.  За комикса вижте Неми (комикс).
Нѐми (на италиански: Nemi) е малък град и община в италианския регион Лацио, Централна Италия. Намира се на 27 км югоизточно от Рим, на брега на кратерното езеро Лаго ди Неми и на 22 км от брега на Тиренско море.
Името произлиза от латински език: nemus (гора). Мястото и днес е заобиколено от кестенови гори. Легендите за това култово място са описани в книгата на сър Джеймс Джордж Фрейзър The Golden Bough („Златната клонка“, 1890 – 1915), монументално произведение за теорията на религията и митологията.
По данни от преброяването през 2010 г. има 2026 жители.
Неми е от най-древните селища в Средна Италия. За пръв път е населявано през бронзовата ера. Тогава е почитана Майката Богиня Dea Madre в гъстата гора на кратера, която през римско време става Диана и е политически център на латините. Когато през 338 пр.н.е. Неми е завладян от римляните загубва тази функция. Затова края на 2 век пр.н.е. Светилището на Диана (Diana Nemorensis) е достроено.
Калигула (37 – 41 г.) построява на езерото два грамадни кораба за слава на Диана. По хълмовете на кратера се появяват вили на богатите римски фамилии, между другото също и една вила на Юлий Цезар. С християнизирането Неми губи на значение и се разпада.
Днешното населено място се създава със строежа на замъка на граф Тускулум през 10 век.